# Pedicularis chumbica
Pedicularis chumbica är en snyltrotsväxtart som beskrevs av David Prain. Pedicularis chumbica ingår i släktet spiror, och familjen snyltrotsväxter. Inga underarter finns listade i Catalogue of Life.
Växten har fått sitt namn efter Chumbidalen, som är belägen nära Yadong i södra Tibet.